# Fisurómetro

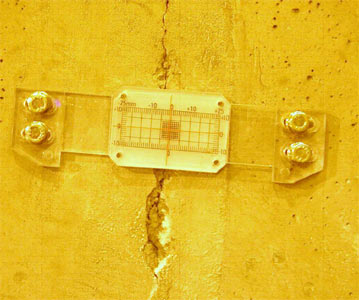
Fisurómetro.

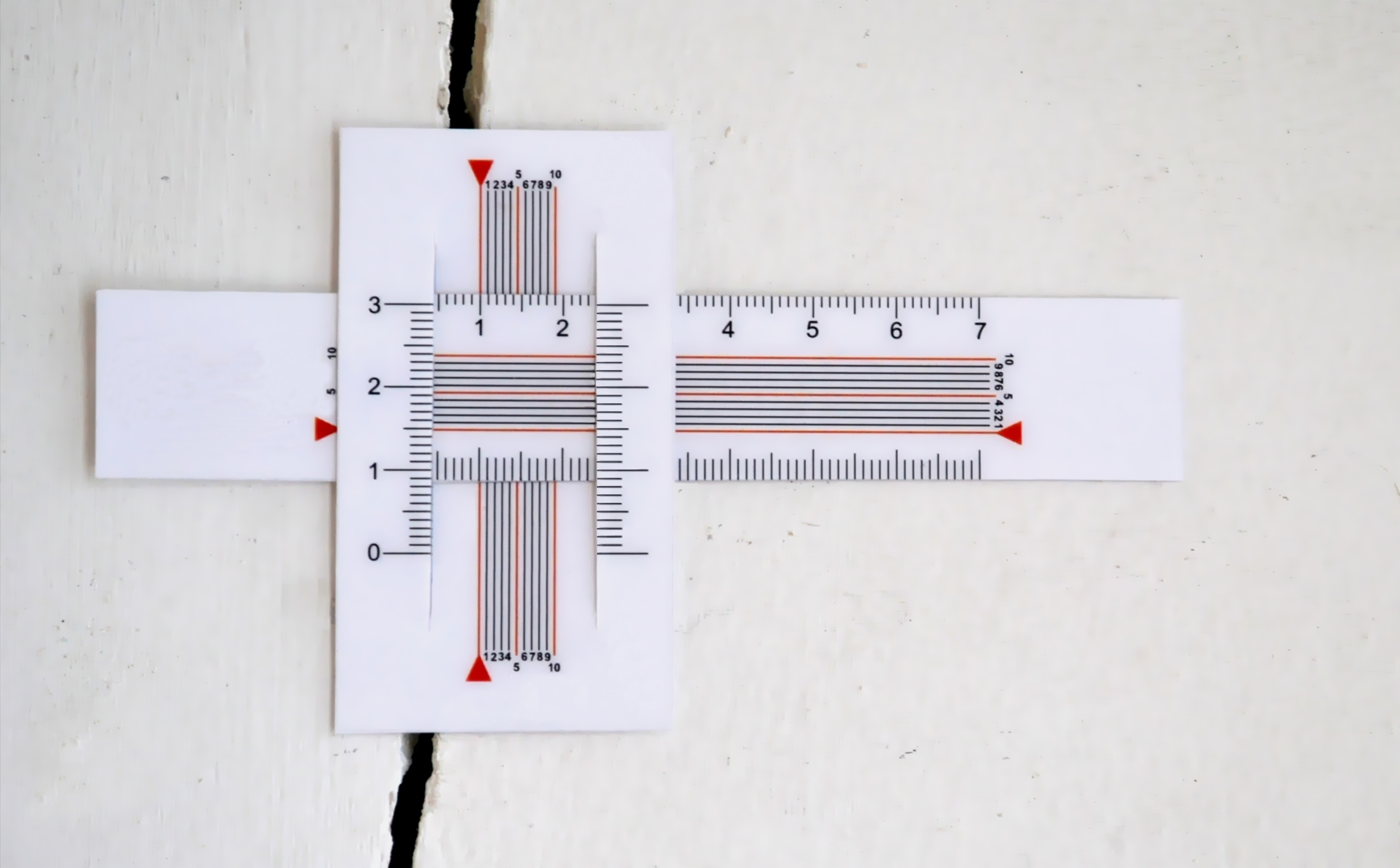
Fisurómetro de 2 direcciones con doble nonius. Precisión 0,1 mm

El fisurómetro es una herramienta que permite medir el grueso de una fisura; también permite medir y cuantificar los movimientos que se producen en una fisura en función del tiempo o de la temperatura.